# Levon Hayrapetyan
Levon Hayrapetyan (Armeens: Լևոն Հայրապետյան) (Jerevan, 17 april 1989), ook bekend als Levon Hairapetian, is een Armeense voormalig voetballer die speelde als verdediger voor het Armeense nationale team. Hij is de zoon van Olympisch medaillewinnaar en hockeyer Sos Hayrapetyan.

## Clubcarrière
Hij speelde in de amateurclub Bramefeldere 1945 en het jeugdteam van Hamburger SV. Als onderdeel van Hamburger SV II speelde hij zeven wedstrijden. Hayrapetyan speelde ook vier wedstrijden voor FC Pjoenik Jerevan. Pjoenik won de Armeense Premier League 2010 met Levon als speler van de club. In januari 2011 tekende hij een contract met de Poolse club Lechia Gdańsk voor een halfjaarlijkse deal.
Op 5 juni 2019 werd Hayrapetyan vrijgegeven door FC Alashkert.

## Internationale carrière
Hij speelde voor zowel de U19 als de U21 van Armenië.
Op 9 februari 2011 maakte Hayrapetyan zijn debuut in het nationale voetbalteam van Armenië in een vriendschappelijke wedstrijd met Georgië. Levon liep op 11 september 2012 een blessure op in een FIFA Wereldbeker kwalificatie uitwedstrijd tegen Bulgarije en onderging knieoperatie in München. Hayrapetyan verklaarde dat de operatie succesvol was. Hij kon ongeveer vier maanden later opnieuw  spelen.

### Internationale goals
| Nee | Datum         | plaats                                       | Tegenstander                 | Doelpunt | Resultaat | Wedstrijd         |
| --- | ------------- | -------------------------------------------- | ---------------------------- | -------- | --------- | ----------------- |
| 1.  | 28 maart 2015 | Stade de la Fontenette, Carouge, Zwitserland | Verenigde Arabische Emiraten | 1-0      | 4-3       | Vriendschappelijk |

## Privéleven
Levon is de zoon van Olympisch medaillewinnaar veldhockey Sos Hayrapetyan. Zijn vader hielp hem bij de training. Hayrapetyan heeft ook het Duitse staatsburgerschap. Zijn vader verhuisde naar Hamburg toen Levon een kind was om te spelen en te coachen voor hockeyclub Uhlenhorster HC.

## Erelijst
- FC Pjoenik Jerevan
  - Armeense Premier League (2): 2010, 2015
  - Armeense voetbalbeker (1):2015
  - Armeense Supercup (2): 2011, 2016
- FA Alasjkert
  - Armeense voetbalbeker (1):2019